# Grasheide
Grasheide is een gehucht in de Belgische gemeente Putte. Grasheide telde in 2002 1806 inwoners.

## Geschiedenis
De naam "Grasheyde" duikt voor het eerst op in de Popp-kaarten. Toen was het nog een verspreide verzameling boerderijen. Pas in de 2e helft van de 19e eeuw groeide het uit tot een langgerekt straatdorp en in 1905 werd het een zelfstandige parochie. In 1910 werd een kerk gebouwd, de Sint-Gerardus Majellakerk.

## Bezienswaardigheden
- De Sint-Gerardus Majellakerk
- De Blaek Bosch Hoef
- De Latoenehoeve
- De Peerdeveehoeve
- De Boerenkathedraal, een schuur van 1727, afkomstig uit Poederlee en in 1995 te Grasheide opnieuw opgebouwd.

## School
Grasheide bevat één school, namelijk de Vrije Basisschool Grasheide.

## Trivia
Volgens een legende is Jan Gas de stichter van dit gehucht, de jaarlijkse "Jan Gasfeesten" brengen hieraan eer. In het jaar 2005 bestond Grasheide 100 jaar en dit werd in september 2005 gevierd met het uitgeven van een boek over het ontstaan en de evolutie van het gehucht.

## Nabijgelegen kernen
Putte, Beerzel, Schriek, Heist-Goor, Keerbergen